# Телма и Луиз
Телма и Луиз (енгл. Thelma & Louise) је америчка феминистичка драма, друмски филм и криминалистичка комедија из 1991. године у режији Ридлија Скота. У њему глуме Сузан Сарандон као Луиз и Џина Дејвис као Телма, две пријатељице које крећу на путовање које завршава у непредвиђеним околностима. Снимање се одвијало у Калифорнији и Јути од јуна до августа 1990. године. У споредним улогама су Харви Кајтел, Мајкл Медсен, Кристофер Макдоналд и Бред Пит у једној од његових првих великих филмских улога.
Филм је био критичан и комерцијалан успех, добио је шест номинација за Оскара и победио за најбољи оригинални сценарио . Скот је био номинован за најбољу режију, а Сарандон и Дејвис су номиновани за најбољу глумицу. До данас, ово је најновији филм у којем су два глумца номинована у истој категорији за најбољег глумца или за најбољу глумицу. Утицао је на друге филмове и уметничка дела и постао обележје феминистичког филма.
2016. године, Конгресна библиотека Сједињених Држава одабрала је филм за чување у Националном филмском регистру, сматрајући га „културолошки, историјски или естетски значајним“.

## Радња
Најбоље пријатељице Телма Дикинсон и Луиз Сојер кренуле су на викенд одмор у рибарску колибу у планинама како би се одмориле од суморног живота у Арканзасу. Телма, домаћица, удата је за непоштовања и контролисаног продавца тепиха Дерила, док оштра Луиз ради као конобарица у ресторану и забавља се са опуштеним музичарем Џимијем, који је већину времена на путу.
На путу се заустављају у бару на путу, где Телма плеше са странцем Харланом. Одводи је на паркинг, покушавајући да је силује све док Луиз не интервенише и запрети да ће га упуцати. Док се жене удаљавају, Харлан им виче вулгарности, па га Луиз пуца у налету беса.
Телма жели да оде у полицију, али Луиз се плаши да нико неће поверовати у тврдњу о покушају силовања јер је Телма пила и плесала са Харланом, а они ће бити оптужени за убиство. Они одлучују да побегну у Мексико, али Луиз захтева да путују тамо без проласка кроз Тексас, јер јој се тамо догодило нешто што она одбија да открије. Крећући се на запад, наилазе на атрактивног младог луталицу, Џеј Ди, коме се Телма свиђа. Луиз контактира Џимија, тражећи од њега да јој пошаље њену животну уштеђевину. Изненађује је лично уручујући новац и заједно проводе ноћ. Џими запроси Луиз, али она одбија. У међувремену, Телма позива Џеј Дија у своју собу и они спавају заједно. Она сазнаје да је он лопов који је прекршио условну слободу .
Следећег јутра откривају да је Џеј Ди украо Луизину животну уштеђевину и побегао. Луиз је избезумљена, па крива Телма преузима контролу и касније пљачка оближњу продавницу користећи тактику коју је научила од Џеј Дија. У међувремену, ФБИ им се приближава након што су сведоци у бару идентификовали Луизин кабриолет из 1966. Њихово боравиште испитује и власник рибарске кабине након што нису стигли.
Истражитељ државне полиције Арканзаса Хал Слокамб, који води истрагу, испитује и Џеј Дија (који је ухваћен) и Џимија, и прислушкује телефонску линију у Дериловој кући. Он саосећа са ситуацијом пара и разуме зашто нису пријавили Харланово убиство (делимично због Луизиног сопственог искуства у Тексасу). Током неколико кратких телефонских разговора са Луиз, Хал изражава своје саосећање, али не успева да је убеди да се преда.
Телма каже Луиз да разуме да ли жели да се врати кући, знајући да је чека Џими, али објашњава да не може да се врати Дерилу. Луиз обећава да ће наставити заједно. Док је била на путу, Телма се присећа инцидента са Харланом и покушава да пита Луиз да ли је оно што се догодило Харлану оно што се догодило Луиз у Тексасу. Луиз љутито одговара и говори Телми да то више никада не помиње.
Касније их зауставља војник државе Нови Мексико због пребрзе вожње. Знајући да ће ускоро открити њихов прави идентитет, Телма га држи на нишану и закључава у пртљажник његовог полицијског аутомобила. Возећи се даље на запад, наилазе на прљавог возача камиона који им непрестано показује непристојне гестове. Они се заустављају и траже извињење од њега; када он то одбије, пуцају на његов танкер са горивом, узрокујући да експлодира. Жене га остављају насуканог у пустињи са олупином танкера.
Власти су коначно сатерале у ћошак Телму и Луиз само стотину метара од ивице Великог кањона . Хал долази на лице места, али му је одбијена последња прилика да наговори жене да се предају. Уместо да буде ухваћена, Телма предлаже да „наставе“. Луиз пита Телму да ли је сигурна, а Телма одговара да. Они се љубе, а затим се држе за руке, Луиз даје гас, и, док их Хал очајнички јури пешке, убрзавају преко литице до њихове претпостављене смрти.

## Улоге
| Глумац              | Улога                                          |
| ------------------- | ---------------------------------------------- |
| Сузан Сарандон      | Луиз Сојер                                     |
| Џина Дејвис         | Телма Дикинсон                                 |
| Харви Кајтел        | детектив полиције државе Арканзаса Хал Слокамб |
| Мајкл Мадсен        | Џими Ленокс                                    |
| Кристофер Макдоналд | Дерил Дикинсон                                 |
| Стивен Тоболовски   | агент ФБИ Макс                                 |
| Бред Пит            | Џеј Ди                                         |
| Тимоти Кархарт      | Харлан Пакет                                   |
| Џејсон Беге         | државни војник                                 |

Кредити адаптирани са Америчког филмског института.

## Продукција

### Развој
Идеја за Телма и Луиз настала је у пролеће 1988. када се Кали Кури, тада продуценткиња музичких спотова, возила кући са посла у свој стан у Санта Моници. Провела је следећих шест месеци радећи на свом првом сценарију, за који је примећено да је црпио инспирацију из сопственог искуства, као и из њеног пријатељства са певачицом кантри музике Пам Тилис. Намеравала је да то буде нискобуџетни независни филм, који је сама режирала, а продуцирала је колегиница продуценткиња музичких спотова Аманда Темпл (супруга енглеског филмског редитеља Џулијена Темпла). Након што је обишла пројекат и није пронашла ниједног корисника, Темпл је показала сценарио својој пријатељици Мими Полк Гитлин. Гитлин је заузврат показао сценарио Скоту, који је изразио велики ентузијазам за пројекат. Пристао је да продуцира филм и купио филмска права за 500.000 долара.
Скот је разматрао четири особе за улогу редитеља, од којих су сви одбили прилику. Према Гитлиновом сећању, три кандидата су били Боб Рафелсон, Кевин Рејнолдс и Ричард Донер . Скот није био вољан да сам режира филм, али је на крају преузео улогу, након што га је Мишел Фајфер наговорила да то уради.

### Кастинг
Мишел Фајфер и Џоди Фостер су првобитно изабране за главне улоге; обојица су са ентузијазмом прихватили своје улоге. Како се предпродукција филма одужила, њих двоје су на крају одустали, Фајфер је наставио да глуми у Љубавном пољу, а Фостер у Кад јагањци утихну. Мерил Стрип и Голди Хон су тада понудиле да играју главне улоге, али је Стрип касније одустала због сукоба око распореда, док се Хон није сматрао правим за ту улогу. Џина Дејвис (која је енергично тражила главну улогу скоро годину дана) и Сузан Сарандон су на крају изабране. Њих двојица су узели опсежне часове вожње и снимања припремајући се за своје улоге.
Скот је лично убедио Харвија Кајтела да преузме улогу Хала, симпатичног детектива из Арканзаса. Њих двоје су раније сарађивали у Скотовом дугометражном редитељском дебију из 1977. Дејвисова је препоручила свог бившег дечка Кристофера Макдоналда за улогу Дерила, Телминог контролног мужа. Скот је желео Мајкла Медсена за Харлана, Телминог потенцијалног силоватеља, али Мадсен није био вољан; на крају је добио улогу Џимија, Луизиног дечка. Бред Пит је био на аудицији за преваранта Џеј Ди; међутим, улога је првобитно припала Билију Болдвину. Пит је на крају обезбедио улогу након што су и Болдвин и његова замена одустали. Џорџ Клуни, Роберт Дауни Млађи, Марк Руфало, Грант Шоу, Џон Меленкамп, Дилан Мекдермот, Џејмс Легрос и Дермот Малруни такође су разматрани за улогу Џеј Дија 

### Снимање
Главно снимање почело је 11. јуна 1990. године, а завршена је 31. августа 1990. Иако је радња филма измишљена рута између Арканзаса и Великог кањона, скоро у потпуности је снимљен у државама Калифорнија и Јута. Примарне локације снимања биле су руралне области око Бејкерсфилда и Моабе.

## Издање
Телма и Луиз је приказан ван конкуренције као завршни филм на Канском фестивалу 1991. године. Издавање у биоскопу је одложено због финансијских превирања у. Филм је коначно почео да се приказује у америчким биоскопима 24. маја 1991. и био је успешан на благајнама, са зарадом од 45 долара милиона у земљи.

## Пријем
Филм је добио похвале критике. Џенет Маслин из Њујорк тајмса је у својој рецензији имала само похвале за филм:
„Телма и Луиз“ господина Скота, са блиставим сценаријем прве списатељице Кали Кури, изненађење је у овој и многим другим партитурама. Она открива претходно неискоришћени таленат господина Скота (најпознатијег по величанствено расположеним акционим филмовима као што су Осми путник, Истребљивач и Црна киша) за бујну комедију и живахне америчке слике, упркос томе његове енглеске корене. Он поново замишља пријатељски филм са таквом свежином и снагом да се жанр чини позитивно новим. Открива неочекиване ресурсе у обе своје звезде, Сузан Сарандон и Џини Дејвис, које су савршено удружене као живахни и оригинални насловни ликови.
Роџер Иберт је такође похвалио филм, али је затајио савршен резултат на основу „последњег кадра пре почетка наслова. То је замрзнути оквир који бледи у бело, што је у реду, осим што то чини неприличном журбом. Узнемирујуће је укључити се у филм за који је потребно 128 минута да вас доведе до исплате које се филмски ствараоци плаше.“ 
Последња сцена, где се њих двоје грле пре него што почине самоубиство возећи се са литице, постала је икона. Појавили су се бројни омажи и пародије на сцену, укључујући алтернативне завршетке филмова, пародије на цртане филмове, видео игрицу „ Ускршња јаја “, и као трагични завршетак телевизијских серија, музичких спотова, и реклама.
Филм је такође добио оштре критике од оних који су мислили да је пристрасан према мушкарцима и да су његови прикази мушкараца неправедно негативни. 
На агрегатору рецензија Rotten Tomatoes, филм има оцену одобравања од 86% на основу 76 рецензија, са просечном оценом 8/10. Критички консензус сајта гласи: „Истовремено смешан, срцепарајући и зачињен акцијом, Телма & Луиз Ридлија Скота је моћан, добро одглумљен филм пута који превазилази феминистичку поруку у својој сржи. На Метакритик-у, филм је добио оцену 88 на основу 12 рецензија, што указује на „универзално признање“.
Филм је заузео друго место после Кад јагањци утихну као најбољи филм 1991. у анкети од 81 критичара.

### Феминизам
Бројни критичари и писци су приметили јак феминистички призвук Телме и Луиз. Филмски критичар Б. Руби Рич хвали филм као бескомпромисну потврђивање женских искустава, док га Кенет Туран назива „неофеминистичким филмом пута“. У свом есеју "Кћери Телме и Луиз", Џесика Еневолд тврди да филм представља "напад на конвенционалне обрасце шовинистичког понашања мушкараца према женама". Поред тога, „разоткрива традиционалне стереотипе о мушко-женским односима“ док се понављају типичне родне улоге жанра филма пута.
У својој рецензији за Лос Анђелес Тајмс, филмска критичарка Шејла Бенсон приговара карактеризацији филма као феминистичког, тврдећи да је више заокупљен осветом и насиљем него феминистичким вредностима.
У чланку поводом 20. годишњице филма 2011. године, Рајна Липсиц га је назвала "последњим великим филмом о женама" и рекла да најављује достигнућа жена због којих је 1992. постала "година жене".  Међутим, она је такође рекла да филмови са женским темама од тада губе тло под ногама. 